# حرب حديثة

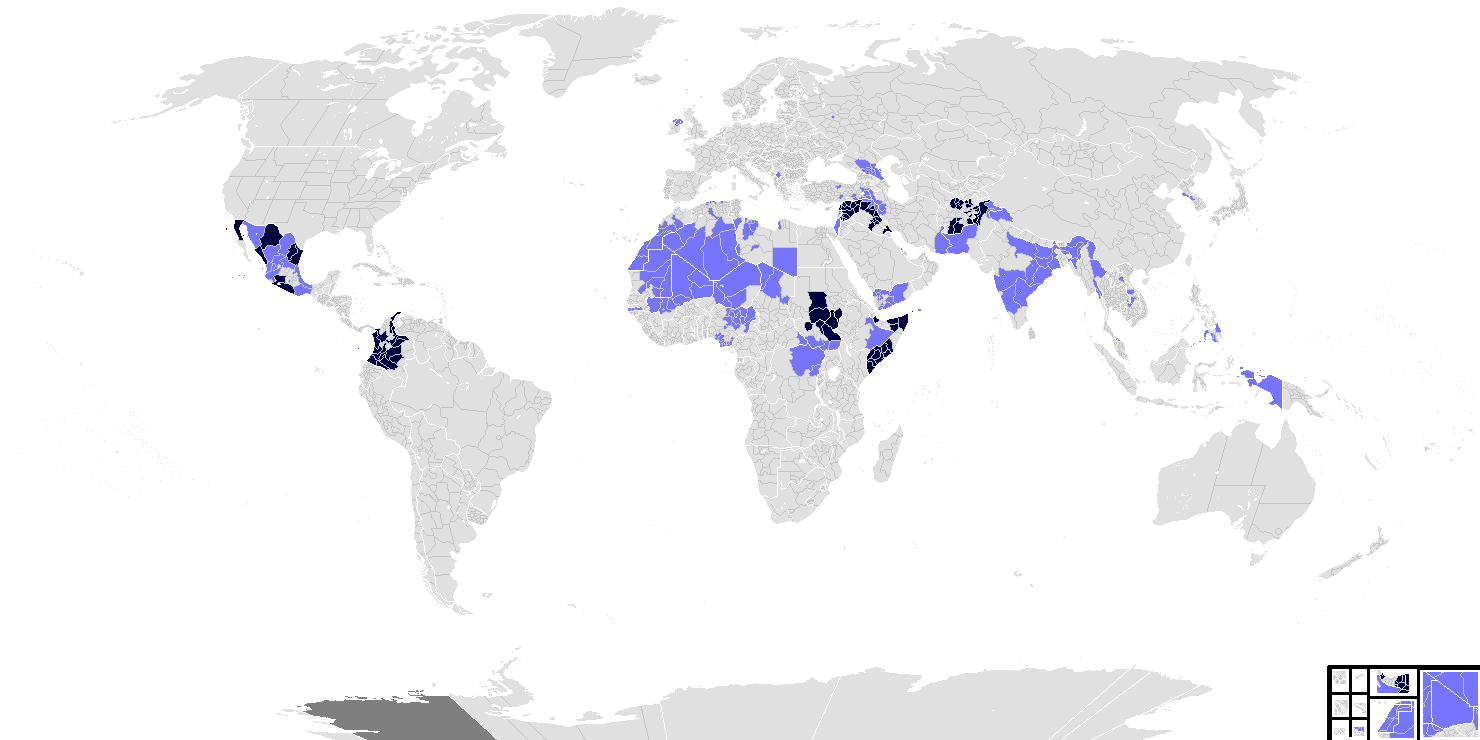

الحرب الحديثة عبارة عن حرب تتناقض بشكل ملحوظ مع المفاهيم، والأساليب، والتكنولوجيا العسكرية السابقة، وتؤكد على ضرورة تحديث المقاتلين للحفاظ على جدارتهم في المعركة. على هذا النحو، تعتبر الحرب الحديثة موضوعًا متطورًا، يُرى على نحو مختلف في أوقات وأماكن مختلفة. وهي مجرد مرادف للحرب المعاصرة بمعناها الضيق.
تشمل، بأوسع معانيها، جميع الحروب منذ «ثورة البارود» التي تمثل بداية الحرب الحديثة المبكرة، لكن استُخدمت التطورات العسكرية التاريخية الأخرى بدلًا من ذلك، شاملةً التركيز على المدفعية التي تميزت بحرب القرم، والاعتماد العسكري على السكك الحديدية بدءًا من الحرب الأهلية الأمريكية، أو إطلاق أول دريدنوت في عام 1905، أو استخدام الرشاش أو الطائرة أو الدبابة أو الراديو في الحرب العالمية الأولى. من ناحية أخرى، ترتبط بإدخال الحرب الشاملة أو الحرب الصناعية أو الحرب الآلية أو الحرب النووية أو مكافحة العصيان أو (في الآونة الأخيرة) ظهور الحرب غير المتكافئة المعروفة أيضًا باسم الجيل الرابع من الحروب.

## الأنواع
يجادل البعض أن الأشكال المتغيرة لحرب الجيل الثالث لا تمثل أكثر من مجرد تطور للتكنولوجيا السابقة.

### الحرب الجوية
الحرب الجوية هي استخدام الطائرات العسكرية وآلات الطيران الأخرى في الحرب. تشمل الحرب الجوية قاذفات القنابل التي تهاجم تجمعات العدو أو الأهداف الاستراتيجية، والطائرات المقاتلة التي تحارب من أجل السيطرة على المجال الجوي، وطائرات الهجوم الأرضي المشاركة في الدعم الجوي القريب ضد الأهداف الأرضية، والطيران البحري الذي يحلق ضد الأهداف البحرية والبرية القريبة، والطائرات الشراعية، والمروحيات، والطائرات الأخرى لنقل القوات المجوقلة مثل المظليين، وناقلات التزود بالوقود جوًا لتمديد وقت التشغيل أو المدى، وطائرات النقل العسكرية لنقل البضائع والأفراد.

### الحرب غير المتكافئة
وضع عسكري يتفاعل فيه المتحاربان غير المتكافئان بالقوة، ويستفيد كل منهما من نقاط القوة والضعف. كثيرًا ما ينطوي هذا التفاعل على استراتيجيات وتكتيكات خارج نطاق الحرب التقليدية.

### الحرب البيولوجية
الحرب البيولوجية، والمعروفة أيضًا باسم حرب الجراثيم، هي استخدام أي كائن حي (البكتيريا أو الفيروسات أو أي كائن حي آخر يسبب الأمراض) أو السم الموجود في الطبيعة، كسلاح حرب. والقصد من ذلك إضعاف مقاتلي العدو أو قتلهم. يمكن أن يعرف أيضًا بأنه استخدام عوامل بيولوجية لإحداث خسائر بشرية أو حيوانية والإضرار بالنباتات أو المواد، أو الدفاع ضد هذه الاستخدامات.

### الحرب الكيميائية
الحرب الكيميائية هي الحرب (العمليات العسكرية المرتبطة بها) التي تستخدم الخواص السامة للمواد الكيميائية لإضعاف أو قتل مقاتلي العدو.

### الحرب الإلكترونية
تشير الحرب الإلكترونية في الأساس إلى الممارسات غير العنيفة التي تستخدم بالدرجة الأولى لدعم مناطق الحرب الأخرى. صيغ المصطلح في الأصل ليشمل اعتراض وفك تشفير الاتصالات الراديوية للعدو، وتقنيات الاتصالات وأساليب علم التعمية المستخدم لمواجهة هذا الاعتراض، وكذلك التشويش، والتسلل اللاسلكي، وغيرها من المجالات ذات الصلة. وعلى مدى السنوات الأخيرة من القرن العشرين والسنوات الأولى من القرن الحادي والعشرين، اتسع نطاق ذلك ليشمل مجموعة واسعة من المجالات: استخدام نظم الرادار والسونار، واختراق الحواسيب، وما إلى ذلك، والكشف عنها وتفادي اكتشافها.

### حرب الجيل الرابع
عرف ويليام إس. ليند مفهوم حرب الجيل الرابع ووسعه توماس إكس. هامس، واستخدمه لوصف الطبيعة اللامركزية للحرب الحديثة. يشمل التعريف الأبسط أي حرب لا يكون فيها أحد المشاركين الرئيسيين دولة بل شبكة أيديولوجية عنيفة. تتسم حروب الجيل الرابع بطمس الخطوط الفاصلة بين الحرب والسياسة، والمقاتلين والمدنيين، والصراعات والسلام، وساحات القتال والأمان. وبالرغم أن هذا المصطلح يشبه الإرهاب والحرب غير المتكافئة، لكنه أضيق بكثير.
التمردات الكلاسيكية، والحروب الهندية هي أمثلة لحروب ما قبل الحداثة، وليست حرب الجيل الرابع. في الجيل الرابع من الحروب، عادةً ما يحاول أفراد جماعة التمرد أو غير التابعين للدولة تنفيذ حكومتهم أو إعادة تشكيل الحكومة القديمة بدلًا من الحكومة التي تدير الإقليم. يزداد طمس الخطوط بين الدولة وغير الدولة تعقيدًا في الدول الديمقراطية بفعل قوة وسائل الإعلام.